# فرانك كوستيلو (مجرم)
فرانك كوستيلو (بالإنجليزية: Frank Costello)‏ هو مجرم أمريكي، ولد في 26 يناير 1891 في كاسانو ألو إيونيو في إيطاليا، وتوفي في 18 فبراير 1973 في نيويورك في الولايات المتحدة بسبب نوبة قلبية.

## وصلات خارجية
- فرانك كوستيلو على موقع الموسوعة البريطانية (الإنجليزية)